# Henry de Dorlodot
Henry de Dorlodot (* 15. August 1855 in Marchienne-au-Pont; † 4. Januar 1929 in Löwen) war ein belgischer römisch-katholischer Theologe (Kanoniker), Paläontologe und Geologe.
De Dorlodot wurde 1885 in Theologie promoviert und lehrte dann am Priesterseminar in Namur. Nebenbei befasste er sich mit Naturgeschichte. Ab 1890 war er an der Philosophischen Fakultät der Katholischen Universität Löwen tätig, musste aber wegen einer Meinungsverschiedenheit mit dem Dekan Désiré-Joseph Mercier die Fakultät verlassen. 1894 wurde er an derselben Universität Professor für Geologie und Paläontologie und arbeitete dort mit dem Geologen Charles Louis de la Vallée-Poussin, dem Chemiker Louis Henry und dem Biologen Jean-Baptiste Carnoy zusammen.
Er verteidigte (trotz Drucks aus Rom) die Vereinbarkeit von Darwins Evolutionstheorie mit der christlichen Lehre und hatte Kontakte zu Pierre Teilhard de Chardin. Als Wissenschaftler befasste er sich mit Paläontologie und Stratigraphie des Paläozoikums in Belgien, besonders der Ardennen.
Henry de Dorlodot war seit 1894 Mitglied der Schweizerischen geologischen Gesellschaft und wurde noch im Gründungsjahr 1912 Mitglied der Paläontologischen Gesellschaft. 1919 wurde er als korrespondierendes Mitglied in die Académie royale des Sciences, des Lettres et des Beaux-Arts de Belgique aufgenommen.

## Schriften
- Le Darwinisme au point de vue de l'orthodoxie chrétienne, Band 1, Brüssel, Paris: Vromant 1921
  - Band 2 erschien erst 2009: Origine de l'homme: le darwinisme au point de vue de l'orthodoxie catholique, Brüssel, Ed. Mardaga 2009 (mit Biografie)